# Francesc Llop i Marqués
Francesc Llop i Marqués (Campredó, 24 d'agost de 1873 - Barcelona, 2 d'agost de 1970) fou un pintor de paisatges i dibuixant del cos humà, va estar influenciat pel corrent impressionista. Va dedicar-se tota la vida al món de l'art, en les seves facetes com a dibuixant, enquadernador o restaurador, a l'hora que va viure envoltat de grans artistes, la qual cosa li va permetre mantenir un cert prestigi dins de la intel·lectualitat catalana del seu temps. El 1901 va viatjar a Mèxic, país en el qual va romandre deu anys i va col·laborar en revistes d'actualitat artística. La prestigiosa tertúlia dels Quatre Gats i l'associació l'Arca de Noè, que reunia artistes amb cognom animal, varen marcar profundament la seva carrera. Va establir una fructífera amistat amb el prolífic dramaturg i pintor Santiago Rusiñol i amb l'escultor ampostí Innocenci Soriano Montagut. Va participar en l'Exposició Internacional de Barcelona de 1929 i va rebre nombrosos premis artístics al llarg de la seua vida. El 1944 va il·lustrar el llibre Glòria vicentina, en homenatge a Sant Vicent Ferrer, que incloïa poemes de 12 autors valencians, el qual és el primer llibre publicat en català a València durant la postguerra. El crític d'art barceloní, Joan Basté, va publicar la monografia Francesc Llop i Marqués, vida, obra i època (1989). L'any 2000, els membres de l'Associació cultural Soldevila van crear la secció Amics d'en Francesc Llop i Marqués per tal de difondre la seva obra i dotar el poble amb un Fons d'art. Al 2022 l'Ajuntament de Campredó li dedica les seves jornades de patrimoni en què van presentar la Ruta Francesc Llop, la qual visita sis espais artístics de la població, i una nova biografia del pintor.

## Obra i trajectòria artística
De ben jove va començar les lliçons a l'Ateneu Barcelonès i va assistir a les classes del prestigiós mestre Nicanor Vázquez que l'influencià notablement en la seva carrera a seguir. Una vegada instal·lat al seu estudi va treballar llargues temporades com a dibuixant i enquadernador, mentre seguia perfeccionant les tècniques del disseny en classes nocturnes. Va residir a Mèxic i, posteriorment, a París, ciutats on es conserven alguns dels seus quadres. Va participar en nombroses exposicions al llarg de la seua dilatada vida. A l'Exposició Internacional de Belles Arts de Barcelona (1944) presentà un quadre anomenat Trilla; a l'exposició Barcelona vista pels seus artistes un oli, Plaça de palau, que li varen premiar amb una menció honorífica. El Museu d'Art Modern de Barcelona va adquirir dos quadres seus nomenats Fred a Farena i Les Albes, amb motiu de l'Exposició Internacional de Barcelona. En Llop va fer diverses visites a la terra que el va veure nàixer durant les quals també va rebre diversos homenatges per part del Cercle Artístic de Tortosa, el qual va adquirir diverses obres seves.
La seva obra es troba escampada per museus i sales de col·leccionistes de París, Mèxic, Barcelona i Tortosa, alhora que és un pintor recordat en alguns manuals artístics i de pintura contemporània.
L'any 2000, en commemoració del 30è aniversari de la seva mort, l'Associació Cultural Soldevila va crear la secció cultural Amics d'en Francesc Llop i Marqués, amb la intenció d'aprofundir en l'estudi de la seva obra i l'adquisició d'originals per dotar el poble de Campredó amb un fons d'art.